# 中华鮡
中华鮡（学名：Pareuchiloglanis sinensis）为輻鰭魚綱鯰形目鮡科鮡属的鱼类，是中国的特有物种。分布于云南金沙江、四川大渡河、甘肃白龙江等地，體長可達14公分。该物种的模式产地在云南。
其种加词“sinensis”意为“中华的”。